# Nya Englands-armén
Nya Englands-armén tillkom efter slagen vid Lexington och Concord på våren 1775. Den belägrade Boston och utkämpade slaget vid Bunker Hill. På sommaren samma år uppgick den i Kontinentalarmén.

## Mobilisering
Provinskongressen i Massachusetts antog en plan för att skapa en armé från New England. Den planerades få en styrka av 30 000 soldater, av vilka 14 000 från Massachusetts; Connecticut, Rhode Island och New Hampshire skulle ställa upp med de övriga. I praktiken kom dock Nya Englands-armén aldrig att uppgå till fler än 20 000 soldater. 

## Operationer
Trots att den saknade en effektiv ledningsorganisation kunde Nya Englands-armén utkämpa slaget vid Bunker Hill och vidmakthålla belägringen av Boston fram till det att Kontinentalkongressen övertog ansvaret och gav George Washington överbefälet. Nya Englands-armén utgjorde därmed kärnan i den nya Kontinentalarmén.